# 指 (松本清張)
『指』（ゆび）は、松本清張の短編小説。『小説現代』1969年2月号に掲載され、1978年10月に短編集『水の肌』収録の1作として、新潮社から刊行された。
これまで3度テレビドラマ化されている。

## あらすじ
ホステスの福江弓子は、帰宅途中で御茶ノ水の喫茶店に立ち寄り、バーのマダム・生方恒子と相席になる。気品ある色気を湛えた恒子に話しかけられ、同性ながら惹かれた弓子は、目白にある恒子の高級マンションについていく。泊まっていくよう誘われた弓子の脚の上に、恒子の足先が乗ってきた…。恒子はチワワを飼っていたが、弓子は犬が自分たちの関係をのぞいているような気がして、その存在が気になる。弓子と恒子の関係はマンションの管理人・細井ヨシ子も承知していたが、ヨシ子は恒子に好意的で、二人の関係を他の人に漏らす心配はないと弓子は思っていたが……。

## テレビドラマ

### 1979年版
「松本清張おんなシリーズ・指」。1979年4月15日、TBS系列の「東芝日曜劇場」枠（21:00-21:55）にて放映。視聴率17.2％（ビデオリサーチ調べ、関東地区）。
キャスト
- 福江弓子 - 山本陽子
- 生方恒子 - 水谷八重子
- 岡本富士太
- 下元勉
- 緋多景子
- 渥美国泰
- 鮎川浩
- 入江正徳
- 山崎猛
- 多麻美
- 吉田淳子
- 高橋正則

スタッフ
- 脚本：服部佳
- プロデューサー：石井ふく子
- 監督：山本和夫
- 制作：TBS

| TBS系列 東芝日曜劇場                          | TBS系列 東芝日曜劇場                     | TBS系列 東芝日曜劇場                      |
| 前番組                                        | 番組名                                   | 次番組                                    |
| --------------------------------------------- | ---------------------------------------- | ----------------------------------------- |
| おんなの家9 （脚本：橋田壽賀子） （1979.4.8） | 松本清張おんなシリーズ7 指 （1979.4.15） | 婚前時代 （脚本：鎌田敏夫） （1979.4.22） |

### 1982年版
「松本清張の指」。1982年7月27日、日本テレビ系列の「火曜サスペンス劇場」枠（21:02-22:54）にて放映。視聴率28.0％（ビデオリサーチ調べ、関東地区）。「火曜サスペンス劇場」歴代最高視聴率作品であり、松本清張原作テレビドラマ最高視聴率作品の一つとなっている。
キャスト
- 福江弓子 - 名取裕子
- 生方恒子 - 松尾嘉代
- 細井ヨシ子 - 吉行和子
- 弓子の結婚相手 - 目黒祐樹
- 刑事 - 福田豊土
- 木村元
- 絵沢萌子
- 北浦昭義
- 二見忠男
- 小見野欽士
- 久保田薫
- 真麻芽々
- 秋山武史
- 加瀬慎一
- 城戸卓
- 小田草之介
- 小鹿番
- 嵯峨善兵
- 三鈴栄子、稲川善一、増田再起、木下俊彦、真鍋敏宏、増田再起、佐藤修三、松本安弘、ウィリー・ドーシー、バーナード・ロッテナー

スタッフ
- 企画：小坂敬、山本時雄
- プロデュース：中村良男（日本テレビ）、樋口清（松竹）
- 脚本：八木柊一郎
- 監督：出目昌伸
- 音楽：三枝成章
- 撮影：小杉正雄
- 美術：重田重盛
- 編集：加川武史
- 助監督：今関健一
- 協力：鈴乃屋、セントジェームスクラブ迎賓館、鎌倉第2警察犬訓練所ほか
- 音楽協力：日本テレビ音楽
- 企画協力：霧プロダクション
- 制作：日本テレビ、松竹

| 日本テレビ系列 火曜サスペンス劇場 | 日本テレビ系列 火曜サスペンス劇場 | 日本テレビ系列 火曜サスペンス劇場            |
| 前番組                            | 番組名                            | 次番組                                       |
| --------------------------------- | --------------------------------- | -------------------------------------------- |
| 誰かが死んでいた （1982.7.20）    | 松本清張の指 （1982.7.27）        | 高校野球殺人事件 (原作：中町信) （1982.8.3） |

### 2006年版
「松本清張スペシャル・指」。2006年2月21日 21:00～22:54(JST)に、日本テレビ系の「DRAMA COMPLEX」で放送。サブタイトルは、「スターになりたい!他人を蹴落とし誰とでも寝るわ…」。DVD化されている。

#### 出演者
- 福江弓子 - 後藤真希 (新人女優賞を受賞した若手人気女優)
- 北岡美穂 - 高岡早紀 (弓子の小劇団時代のトップ女優)
- 鈴木香織 - 星野真里 (連続愛犬殺害事件を報じたワイドショーのリポーター)
- 生方恒子 - 萬田久子 (バーの常連客として弓子を知る)
- 安田明 - 西村和彦 (特別出演。芸能人の半生を紹介する番組のディレクター)
- 三枝公明 - 石田純一 (特別出演。映画監督で弓子の夫)
- 夢野ジョージ - 六平直政
- 玲 - 高畑淳子 (バーのママ)
- 斉藤晃代 - 伊佐山ひろ子
- 麗子 - 北原佐和子 (弓子の母)
- リポーター - 井上公造、城下尊之、佐々木博之、山田美保子
- 情報番組司会者 - 伊藤克信
- おかやまはじめ、乃木涼介、片岡富枝、谷本一、本城丸裕、岩橋道子、正城慎太郎、楢沢勇紀、萬雅之、芦田昌太郎、元木千早、江連エミリ、小島邦裕、菊地雄亮、高崎もえ、井川哲也、前原実、朝倉ひさみ、日和佐裕子、未上麻央、古閑三惠、田澤和恵、青柳尊哉、一ノ瀬めぐみ、桐山凌一、三坂知絵子、渡辺海弓、合沢萌、西村覚、矢縄沙弓、福山理子

#### スタッフ
- 脚本：荒井晴彦、黒沢久子
- 監督：佐々木章光
- 舞台構成：月蝕歌劇団

劇中演目：高取英「女神ワルキューレ海底行」
- 撮影：湯本秀広
- 照明：米川史朗
- 録音：中村雅光
- VE：宮本民雄
- 美術：河合良昭
- 編集：富永孝
- 技術協力：東通
- 照明協力：Kカンパニー
- 美術協力：アイ・アール
- 編集・MA：3one
- プロデューサー：前田伸一郎（日本テレビ）、齋藤立太（松竹）、黒沢淳（テレパック）、三好英明（松竹）
- 企画協力：ナック（菊地実）
- 協力：ザ!情報ツウ（番組のセットを使っている）
- 音楽協力：日本テレビ音楽
- 企画制作：日本テレビ
- 制作協力：シネマハウト
- 製作著作：松竹

| 日本テレビ系列 DRAMA COMPLEX                | 日本テレビ系列 DRAMA COMPLEX        | 日本テレビ系列 DRAMA COMPLEX  |
| 前番組                                      | 番組名                              | 次番組                        |
| ------------------------------------------- | ----------------------------------- | ----------------------------- |
| 時代屋の女房 (原作：村松友視) （2006.2.14） | 松本清張スペシャル 指 （2006.2.21） | 産婦人科病棟24時 （2006.3.7） |